# Leoš Noha
Leoš Noha (* 4. května 1968 Ústí nad Labem) je český herec a komik.

## Život
Vyučil se mechanikem elektronických zařízení, ale tyto znalosti nijak nevyužil a roku 1992 začal působit v Činoherním studiu v Ústí nad Labem jako osvětlovač. Následně začal být obsazován do drobných rolí. Od roku 2005 působí ve stálém angažmá Divadla Na zábradlí.

## Filmografie
- Mistři, 2004
- Letiště, 2006 (TV seriál)
- Poslední plavky, 2007
- Gynekologie 2, 2007 (TV seriál)
- Soukromé pasti, 2008
- Nebe a Vincek, 2008
- Kriminálka Anděl, 2008
- František je děvkař, 2008
- El Paso, 2008
- Comeback, 2008 (TV seriál)
- Protektor, 2009
- Pouta, 2010
- Zázraky života, 2010
- Okresní přebor, 2010
- Vendeta, 2011
- Alois Nebel, 2011
- Okresní přebor – Poslední zápas Pepika Hnátka, 2012
- Helena, 2012 (TV seriál)
- Život a doba soudce A. K., 2014 (TV seriál)
- Nenasytná Tiffany, 2015
- Vinaři 2 (TV seriál)
- Pustina, 2016 (TV seriál)
- Pěstírna, 2017 (TV seriál)
- Štafl, 2018 (TV seriál)
- Vzteklina, 2018 (TV seriál)
- Krejzovi , 2018 (TV seriál)
- Most!, 2019 (TV seriál)

- Matka v trapu, 2024

## Charitativní činnost
Je členem fotbalového týmu Real TOP Praha, v jehož dresu se zúčastňuje charitativních zápasů a akcí.